# Баграмян (Арарат)
Вижте пояснителната страница за други значения на Баграмян.
Баграмян (също срещан и като Башналу) е град, намиращ се в област Арарат, Армения. Кръстен е на Иван Баграмян.
Населението на града е 	1835 души (2008).